# Instituto Ricci de Macau
O Instituto Ricci de Macau é uma associação não lucrativa associada à Companhia de Jesus em Macau. Destina-se à promoção cultural e a promover a compreensão entre a cultura chinesa e o resto do mundo. Toma o nome do missionário italiano Matteo Ricci (1552-1610), um dos principais jesuítas ativos no Oriente.
O Instituto foi fundado no dia 10 de dezembro de 1999, alguns dias antes da transferência da soberania de Macau de Portugal para a China, sendo reconhecido como instituto público no ano seguinte.
Para além de inúmeras actividades culturais, o Instituto promove a publicação de diversos livros, bem como da revista trimestral "Chinese Cross Currents" em inglês e chinês. O instituto também possui uma biblioteca - batizada em homenagem ao jesuíta português Tomás Pereira (1645-1708) - com mais de 15000 mil livros e periódicos em chinês e línguas ocidentais.